# Pedra dels Sacrificis de Capmany
La Pedra dels Sacrificis, Pedra Oscil·lant o Roca dels Sacrificis és un monument megalític situat al municipi de Capmany (Alt Empordà).
Està format per un bloc oscil·lant de granit d'uns 3,80 m i de forma ametllada que descansa de forma inestable sobre un suport de la mateixa roca. Conté un total de vint-i-una inscultures en forma de gravats antropomorfs, a més de reguerons i fins a una quinzena de cassoletes. A la part superior hi ha una concavitat natural de forma ovalada de grans dimensions (1 m de llarg per 0,5 m d'amplada i 0,4 m de profunditat).
Es troba als afores del poble, dins la finca del Mas Martí, en un paratge també referit com la Sureda d'en Massot. La manca de context arqueològic al seu entorn i de dades sobre aquests fenòmens en dificulten considerablement la interpretació. Així mateix, tampoc s'ha pogut determinar exactament la seva cronologia. Establint paral·lelismes amb altres inscultures de la zona de l'Albera, Serra de Rodes i Cap de Creus, s'ha datat entre el Neolític mitjà i el Calcolític (3.500-2.500 aC).
Fou descoberta l'any 1914 pel geòleg i prehistoriador Lluís Maria Vidal i Carreras, que en donà compte a les Memorias de la Real Academia de Ciencias y Artes de Barcelona de 1915. En anys posteriors el megàlit fou objecte d'estudi per part de membres de l'Institut d'Estudis Catalans, entre ells l'arqueòleg Pere Bosch i Gimpera, que confirmaren les primeres intuïcions del seu descobridor respecte el caràcter natural de la roca, només alterada per mitjà de les inscripcions rupestres.
És inclosa a l'Inventari del Patrimoni Arqueològic i Paleontològic de Catalunya, però el seu estat de conservació no és gaire bo per causa de l'erosió, que en dificulta l'observació.
El recorregut circular Itinerari megalític de Capmany (Ruta 13 Alt Empordà) de la xarxa de senders Itinerànnia, de 13,5 km de distància, hi té un dels seus punts destacats, identificant el conjunt amb un panell informatiu.